# Bambusa arnhemica
Bambusa arnhemica là một trong ba loài tre có nguồn gốc từ Úc. Nó mọc ở các khu vực phía tây bắc của Lãnh thổ Bắc Úc, và phổ biến trên bờ sông ở Kakadu.  Loài này được F.Muell. mô tả khoa học đầu tiên năm 1886.